# Andy Williams
Howard Andrew «Andy» Williams (Wall Lake, Iowa, 3 de diciembre de 1927-Branson, Misuri, 25 de septiembre de 2012) fue un cantante de música pop estadounidense y uno de los cantantes más populares de su época. Grabó 43 álbumes de estudio, de los cuales  dieciocho son álbumes de oro y tres son de platino. Vendió más de 45 millones de discos en todo el mundo incluidas más de 10 millones de unidades certificadas en los Estados Unidos. En parte, es conocido por el tema «Moon River» de 1962. También estuvo nominado a 6 premios Grammy y ganó tres premios Emmy con su show de variedades The Andy Williams show.
El 25 de septiembre de 2012, Williams falleció a causa de un cáncer de vejiga a la edad de 84 años dejando atrás una extensa y muy exitosa carrera de más de 70 años.

## Biografía

### Primeros años
Williams nació en Wall Lake, Iowa, hijo de Jay Emerson y Florence (de soltera Finley) Williams. Su primera presentación musical fue en un coro de niños de una iglesia presbiteriana. Williams y sus tres hermanos mayores, Bob, Don y Dick formaron el cuarteto Williams Brothers a finales de 1938, y se presentaron en emisoras de radio del medio oeste, en primer lugar en WHO en Des Moines, Iowa, y más tarde en WLS de Chicago y WLW en Cincinnati.  A los 17, Williams se unió a la Marina Mercante de los Estados Unidos y sirvió hasta el final de la Segunda Guerra Mundial.

### Debut como cantante
Su carrera en solitario comenzó en 1953. Durante la década de 1960, Williams se convirtió en uno de los vocalistas más populares en el país.
Entre sus álbumes de éxito de este período se encuentran Moon River, Days of Wine and Roses (número uno durante 16 semanas, a mediados de 1963), The Andy Williams Christmas Album, Dear Heart, The Shadow of Your Smile, Love, Andy, Get Together with Andy Williams y Love Story. Estas grabaciones, además de su afinidad natural para la música de la década de 1960 y principios de 1970, se combinaron para hacer de él uno de los principales cantantes de música ligera de la época. En el Reino Unido, Williams alcanzó las primeras posiciones de las lista de éxitos hasta 1978. Los álbumes Can't Help Falling In Love (1970), Andy Williams Show (1970), Home Lovin Man ( #1 1971), Solitaire (1973), The Way We Were (1974) y Reflections (1978) llegaron a los primeras diez casillas de popularidad. De 1962 a 1972, Williams fue uno de los vocalistas más populares del país y firmó lo que en ese momento era el contrato de grabación más grande de la historia. Fue principalmente un artista de álbumes, y en un momento, había grabado más álbumes de oro que cualquier artista solista, excepto Frank Sinatra, Johnny Mathis y Elvis Presley .

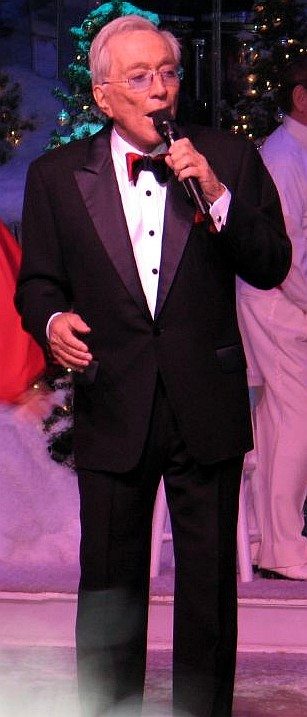
Williams en el Moon River Theater en Branson, 2006.

Durante los años 60 y principios de los 70 presentó The Andy Williams show un programa de variedades de televisión, de 1962 a 1971, junto con numerosos especiales de televisión. The Andy Williams Show ganó tres premios Emmy.

### Éxito y fama internacional
Fue promotor de un grupo musical importante en la década de los 70: The Osmond Brother, principalmente a su vocalista Donny Osmond.
Williams presentó la mayor cantidad de transmisiones de Grammy (siete programas consecutivos) desde la 13.ª entrega anual de los premios Grammy en 1971 hasta la 19.ª entrega de premios en 1977.
A principios de la década de 1970, cuando la administración de Richard Nixon intentó deportar a John Lennon , Williams defendió abiertamente el derecho del ex Beatle a permanecer en Estados Unidos. [18] Williams está incluido en el montaje de caricaturas en la portada del álbum de 1973 de Ringo Starr , Ringo .
Williams actuó durante el espectáculo de medio tiempo del Super Bowl VII en enero de 1973, celebrado en Los Angeles Memorial Coliseum .
El 3 de octubre de 2009, Williams se presentó en vivo en Strictly Come Dancing de la BBC en Londres, cantando «Moon River» para promover la edición británica de The Very Best of Andy Williams, que alcanzó el puesto número diez en la lista pop principal.

## Vida privada
Williams contrajo matrimonio con Claudine Longet, una popular cantante en las décadas de 1960 y 70. Se casaron el 15 de diciembre de 1961. La unión produjo tres hijos durante los ocho años de matrimonio: Noelle, Christian y Robert.
Después de una larga separación, Williams y Longet se divorciaron en 1975. En marzo de 1976, Longet fue acusada de disparar fatalmente a su novio, el corredor de esquí alpino, Spider Sabich en Aspen. Williams participó en los acontecimientos posteriores, acompañándola a la sala de audiencias, testificando en el juicio y prestándole asistencia jurídica. Longet alegó que el disparo fue accidental, y, finalmente, recibió 30 días de cárcel. Poco después, Longet se fue de vacaciones a México con su abogado defensor Ron Austin, con quien se casó en junio de 1985.
Andy Williams se casó por segunda vez (3 de mayo de 1991), con Meyer Debbie.

## Enfermedad y muerte
En una aparición sorpresa en su teatro en noviembre de 2011, Williams anunció que le habían diagnosticado cáncer de vejiga.[47] Después del tratamiento de quimioterapia en Houston , su esposa y él se mudaron a una casa alquilada en Malibu, California, para estar más cerca de los especialistas en cáncer en el área de Los Ángeles.[35] [48]

### Deceso
El 25 de septiembre de 2012, Williams falleció a la edad de 84 años en Branson, Misuri, después de sufrir un cáncer de vejiga. Sus restos fueron incinerados y esparcidas en el río artificial Moon River en Branson, Misuri.

## Discografía

### Álbumes
- Andy Williams Sings Steve Allen (1956)
- Andy Williams Sings Rodgers and Hammerstein (1958)
- Two Time Winners (1959)
- To You Sweetheart, Aloha (1959)
- Lonely Street (1959)
- The Village of St. Bernadette (1960)
- Under Paris Skies (1960)
- Danny Boy and Other Songs I Love to Sing (1962)
- Moon River and Other Great Movie Themes (1962)
- Million Seller Songs (1962)
- Warm and Willing (1962)
- Days of Wine and Roses and Other TV Requests (1963)
- The Andy Williams Christmas Album (1963)
- The Wonderful World of Andy Williams (1964)
- The Academy Award-Winning "Call Me Irresponsible" and Other Hit Songs from the Movies (1964)
- The Great Songs from "My Fair Lady" and Other Broadway Hits (1964)
- Andy Williams' Dear Heart (1965)
- Merry Christmas (1965)
- The Shadow of Your Smile (1966)
- In the Arms of Love (1966)
- Born Free (1967)
- Love, Andy (1967)
- Honey (1968)
- Happy Heart (1969)
- Get Together with Andy Williams (1969)
- Raindrops Keep Fallin' on My Head (1970)
- The Andy Williams Show (1970)
- Love Story (1971)
- You've Got a Friend (1971)
- Love Theme from "The Godfather" (1972)
- Alone Again (Naturally) (1972)
- Solitaire (1973)
- The Way We Were (1974)
- Christmas Present (1974)
- You Lay So Easy on My Mind (1974)
- The Other Side of Me (1975)
- Andy (1976)
- Let's Love While We Can (1980)
- Greatest Love Classics (1984)
- Close Enough for Love (1986)
- I Still Believe in Santa Claus (1990)
- Nashivlle (1991)
- We Need a Little Christmas (1995)
- I Don't Remember Ever Growing Up (2007)

### Compilaciones
- 16 Most Requested Songs (1986), Columbia
- Collection: Andy Williams (1987), CBS U.K.
- Portrait of a song stylist: Andy Williams (1989), Master piece Music
- Moon River (1990/1995/2002), CBS/Sony/Collectables
- Unchained Melody (1990/2011), Curb
- The Best of Andy Williams (1991), Curb
- Andy Williams: Best Collection (1991), Sony Music Japan
- Sings Songs of love (1992), GSC Music
- Blue Hawaii, Greatest Songs of the Island (1992), Curb
- Songs of Faith (1993), Sony Music Special Products
- The Way We Were (1993), Sony Music Special Products
- Essence of Andy Williams (1993), Columbia/Legacy
- Andy Williams: Great songs of the sixties (1993), Sony Music U.K.
- Wedding & Anniversary album (1994), Sony Music U.K.
- A World of Love (1995), Music Club
- His Greatest Hits and Finest Performances (1995), Reader's Digest
- I Like Your Kind of Love  (1996), Varease Sarabande
- Best of Andy Williams (1997), Columbia
- Andy Williams: A Touch of Class (1997), Disky
- Andy Williams: The Cadence Collection (1998), Snapper Music
- Songs for Christmas (1998/2001), Sony Music Distribution
- Christmas Album (1999), Columbia Records/Sony Music UK
- Sings the Ballads (1999), Music Club
- 16 Biggest Hits (2000), Columbia/Legacy
- Super Hits (2001), Legacy/Sony Music Distribution
- The Complete Columbia Chart Singles Collection (2002), Taragon
- 25 All-Time Greatest Hits 1956–1961: The Cadence Years (2002), Varèse Sarabande
- Classic Masters (2003), Capitol
- The Best of the 70s (2004), Sony/BMG
- Love Songs (2004), Columbia/Legacy
- This Is Gold (2004), Disky
- Very Best of Love (2004), Madacy
- Straight From the Heart (2005), Music Club
- Happy Heart: The Best of Andy Williams (2009), Sony UK
- 100 Hits Legends: Andy Williams (2009), Demon Music Group
- Songs I Never Recorded (2010), Barnaby
- Great Hit Sounds: I Like Your Kind of Love (2011), Jasmine
- Very Best of Andy Williams(Playlist) (2013), Columbia/Legacy
- Andy Williams Swings: Great American Songbook (2013), Performance
- Complete Singles A's & B's :1954-1962 (2017), Acrobat
- Emperor of Easy: Lost Columbia Masters 1962–1972 (2020), Real Gone Music

## Filmografía
- 1944: Janie
- 1944: Kansas City Kitty
- 1947: Ladies' Man
- 1947: Something in the Wind
- 1960: The Man in the Moon
- 1964: I'd Rather Be Rich
- 1980: The Muppet Show, invitado
- 1999: Dorival Caymmi (documental)
- 2009: Sebring (documental)